# NGC 2435
NGC 2435 je galaksija u zviježđu Blizancima.

## Vanjske poveznice
- SEDS: NGC 2435